# Georges Carrel

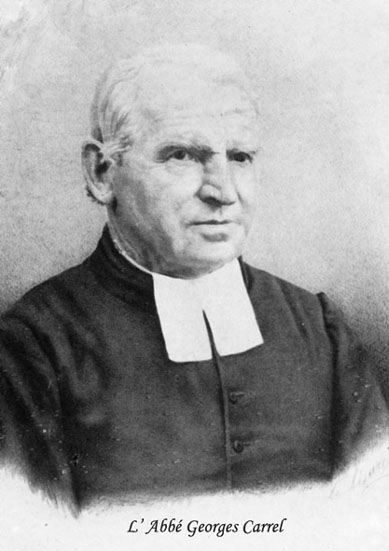
Georges Carrel

Jean Georges Carrel (auch bekannt als Abbé Carrel, * 21. November 1800 in Châtillon; † 23. Mai 1870 in Aosta) war ein italienischer Geistlicher und Naturwissenschaftler und ein Pionier des Alpinismus im Aostatal.

## Leben
Jean Georges Carrel war der Sohn von Jean Jacques Carrel und von Marie geb. Meynet. Er kam in Châtillon zur Welt und lebte in seiner Jugendzeit in Valtournenche, dem Tal auf der Südseite des Matterhorns. Er besuchte das Sankt Benin-Gymnasium (Collège Saint-Bénin) und das Priesterseminar in Aosta und empfing 1826 die Priesterweihe. 1834 schloss er an der Universität Turin das Rechtsstudium ab. Er war Chorherr am Sankt Ursus-Stift in Aosta und wurde am 24. August 1868 als Nachfolger von Jean-Antoine Gal dessen Prior.
Carrel setzte sich auf vielfältige Weise für die Öffentlichkeit und die wissenschaftliche Forschung ein. Er war als Lehrer für Französisch und Latein in Torgnon tätig und unterrichtete später an der Sankt Benin-Schule (Collège Saint-Bénin) in Aosta die Naturwissenschaften. Er verfasste zahlreiche Beiträge für mehrere Zeitschriften der Region Aostatal und der Schweiz, so für das Feuille d’annonces d’Aoste, den Indépendant, die Gazette du Simplon und die Bibliothèque universelle de Genève, und er wirkte an den kunstgeschichtlichen Werken von Jean-Antoine Gal über das Aostatal mit. Auf Exkursionen in die Bergwelt hielt er seine Beobachtungen mit dem Stift und dem Fotoapparat fest und notierte geologische und meteorologische Sachverhalte. In einer eigens beim Sankt Ursus-Stift eingerichteten Messstation erhob er seit 1840 ohne Unterbruch Wetterdaten, die als erste Messreihe in den italienischen Westalpen für die meteorologischen Behörden Italiens wertvoll waren. 1862 ernannte der Präfekt von Turin Carrel zum Leiter der Statistikkommission von Aosta.
Dank Carrels Anregungen entstanden mehrere Infrastrukturbauten im Aostatal, so zum Beispiel die Brücke Pont-Suaz über den Fluss Dora Baltea zwischen Aosta und Charvensod und die Straße von Châtillon ins Valtournenche. Der Chorherr befasste sich um 1856 mit der Planung eines Alpentunnels, der nach dem Willen der Schweiz und des Königreichs Sardinien-Piemont durch die Bergkette zwischen dem Aostatal und dem Wallis führen und den im Winter geschlossenen Sankt Bernhardpass ablösen sollte; die Bauarbeiten des Menouvetunnels begannen bei Étroubles tatsächlich im Jahr 1856 unter schwierigen Umständen, wurden jedoch 1857 nach einem geringen Baufortschritt eingestellt.
Georges Carrel gehörte 1855 zu den Gründern der wissenschaftlichen Gesellschaft Académie Saint-Anselme in Aosta, die sich der regionalen Kultur und Sprache verschrieb. Carrel verteidigte die von der zunehmenden Italianisierung bedrohte französische Umgangssprache des Aostatals und wehrte sich gegen das Verbot des Französischen als Unterrichtssprache. 1858 gründete er mit Édouard Bérard (1825–1889) die Gesellschaft Société d’Histoire naturelle valdôtaine, die seit 1884 Société de la flore valdôtaine heißt. Sie führte die von Carlo Allioni (1728–1804) und dem Chorherren Laurent-Joseph Murith (1742–1816) vom Grossen Sankt Bernhard und andern begonnenen botanischen Forschungen in der Region weiter. Carrel begann als Hauptwerk der Organisation ein umfassendes Herbarium der Pflanzen des Aostatals anzulegen, das besonders von Lino Vaccari (1873–1951) ausgebaut wurde und heute für die Kenntnis der Biodiversität der Westalpen wichtig ist. Dank internationaler Kontakte war Carrel auch Mitglied der Société géologique de France und der Schweizerischen Naturforschenden Gesellschaft.
Als Alpinist machte Georges Carrel, dessen Großvater Jean-Jacques Meynet den Naturforscher Horace-Bénédict de Saussure 1792 auf einer Reise durch die Alpen begleitet hatte, früh auf sich aufmerksam. Bei einer seiner vielen Hochtouren gelang ihm 1836 die Erstbesteigung des Monte Emilius im Grand-Paradis-Massiv; der Bergübergang neben dem Gipfel heißt heute Col Carrel. Der Chorherr und Naturforscher stammt aus Valtournenche, das als Wiege des Alpinismus in Italien gilt. Er war beteiligt an den Anfängen des Bergsteigens im Aostatal, das nahe der höchsten Gipfel der Westalpen liegt, und er galt als begeisterter Lehrer der italienischen Alpinisten. Er warb unermüdlich dafür, das Matterhorn auch von der Südseite her zu besteigen, was am 17. Juli 1865 den Bergführern Jean Antoine Carrel und Jean-Baptiste Bich gelang (drei Tage nach der Erstbesteigung des Bergs durch die Seilschaft von Edward Whymper von Zermatt aus). Auf Carrels Veranlassung wurde am Pic de Nona eine Schutzhütte für Bergsteiger errichtet. Er galt als gute Auskunftsperson und als erfahrener Begleiter für Besucher des Aostatals. Man bezeichnete den frühen Bergführer darum manchmal als «ami des Anglais», begleitete er doch mehrere ausländische Touristen des «Goldenen Zeitalters des Alpinismus» auf ihren Klettertouren, so Richard Henry Budden, James David Forbes, Francis Fox Tuckett oder John Tyndall, mit dem er eine Tour zum Matterhorn unternahm. Im Jahr 1866 gründete Georges Carrel die Sektion Aostatal des Club Alpino Italiano als erste Sektion dieses Alpenvereins. Er wurde zum ersten Präsidenten der Sektion gewählt, und noch im gleichen Jahr ernannte ihn der CAI zu seinem Ehrenmitglied.

## Ehrungen
Georges Carrel wurde am 10. Januar 1865 zum Ritter des Mauritius und Lazarusordens ernannt.
In Zeitungen und Fachzeitschriften erschienen mehrere Nachrufe auf den bekannten Forscher und Bergsteiger. Bei der Antonius-Kirche in Pâquier, dem Hauptort von Valtournenche, erwähnt eine 1876 angebrachte Gedenktafel mit einem Porträtmedaillon den Geistlichen und Forscher. Eine Straße vor dem Bahnhof von Aosta ist nach ihm benannt.
Die französische Inschrift des Denkmals in Valtournenche von 1876 lautet: «A la mémoire du Chanoine Georges Carrel, docteur en droit, chevalier de l’ordre de S. Maurice, président de la section d’Aoste du Club alpin italien, membre correspondant des clubs alpins étrangers, de l’institut géologique de France et de plusieurs autres sociétés savantes, célèbre alpiniste, physicien et naturaliste distingué, promoteur zélé de l’alpinisme en Italie, qui par ses travaux illustra la Vallée d’Aoste, originaire de Valtournanche, né à Châtillon le XXI novembre MDCCC, mort à Aoste le XXIII mai MDCCCLXX, ici, près du gouffre des Busserailles, au pied du Mont Cervin et du Grand Tournalin, les clubs alpins italien, anglais, allemand, suisse et français, les alpinistes italiens et étrangers, les guides de Valtournanche et ses compatriotes ont consacré ce souvenir d’estime et de reconnaissance, juillet MDCCCLXXVI».

## Werke
- Lettres à ma sœur sur l’introduction des mesures métriques dans le Duché d’Aoste. Aosta 1850.
- Les Alpes Pennines dans un jour, soit, Panorama boréal de la Becca de Nona. Aosta 1855.
- Introduction à la flore valdôtaine. Aux jeunes botanistes. Aosta 1858.
- Le gouffre de Busserailles à Valtournenche. Lettre aux demoiselles Cécile et Cornélie Meyerbeer à Berlin. Aosta 1866.
- Ascensions du Mont-Cervin en 1868. Aosta 1868.
- La Vallée de Valtournenche en 1867. In: Bollettino del Club Alpino Italiano, 12, 1868, S. 3–73.
- Route consortile de Châtillon à Valtournenche. Aosta 1869.